# زانکت انگلمار
زانکت انگلمار (به آلمانی: Sankt Englmar) یک شهر در آلمان است که در بایرن واقع شده‌است.

## خصوصیات
زانکت انگلمار ۳۶٫۸۵ کیلومترمربع مساحت دارد ۸۰۸ متر بالاتر از سطح دریا واقع شده‌است.